# Mariakapel (Munstergeleen)
De Mariakapel is een kapel in Munstergeleen in de Nederlands Zuid-Limburgse gemeente Sittard-Geleen. De kapel staat op de hoek van de Mairestraat en de Burgemeester Smeetsstraat in het zuiden van het dorp.
De kapel is gewijd aan Maria.

## Bouwwerk
De moderne bakstenen kapel is opgetrokken op een driehoekig plattegrond en wordt gedekt door een lessenaarsdak met leien dat naar voren afloopt. De schuine achterwanden steken boven het dak uit. In de frontgvel bevindt zich de toegang die decentraal gepositioneerd is aan de linkerkant en afgesloten wordt met een ijzeren hek. Tegen de voorgevel is een bakstenen altaar gemetseld bestaande uit twee kolommen met hierop een natuurstenen altaarblad. Boven het altaar is een kruis opgehangen met links daarvan een tekst:

Ga hier niet voorbij
zonder
een ave tot mij

Van binnen is de kapel uitgevoerd in baksteen, waarbij de afgesneden hoek van de zijmuren als smalle verticale strook wit geschilderd is. In deze hoek is het altaarblad aangebracht en hierop staat een polychroom Mariabeeld. Het toont de gekroonde heilige die in haar linkerhand een staf vasthoudt en op haar rechterarm het gekroonde kindje Jezus draagt die in zijn linkerhand een rijksappel vasthoudt.